# ادموندو پیاجیو
ادموندو پیاجیو (انگلیسی: Edmundo Piaggio؛ ۳ اکتبر ۱۹۰۵ – ۲۷ ژوئیهٔ ۱۹۷۵) یک بازیکن فوتبال اهل آرژانتین بود.
وی همچنین در تیم ملی فوتبال آرژانتین بازی کرده‌است.